# Felix von Luckner

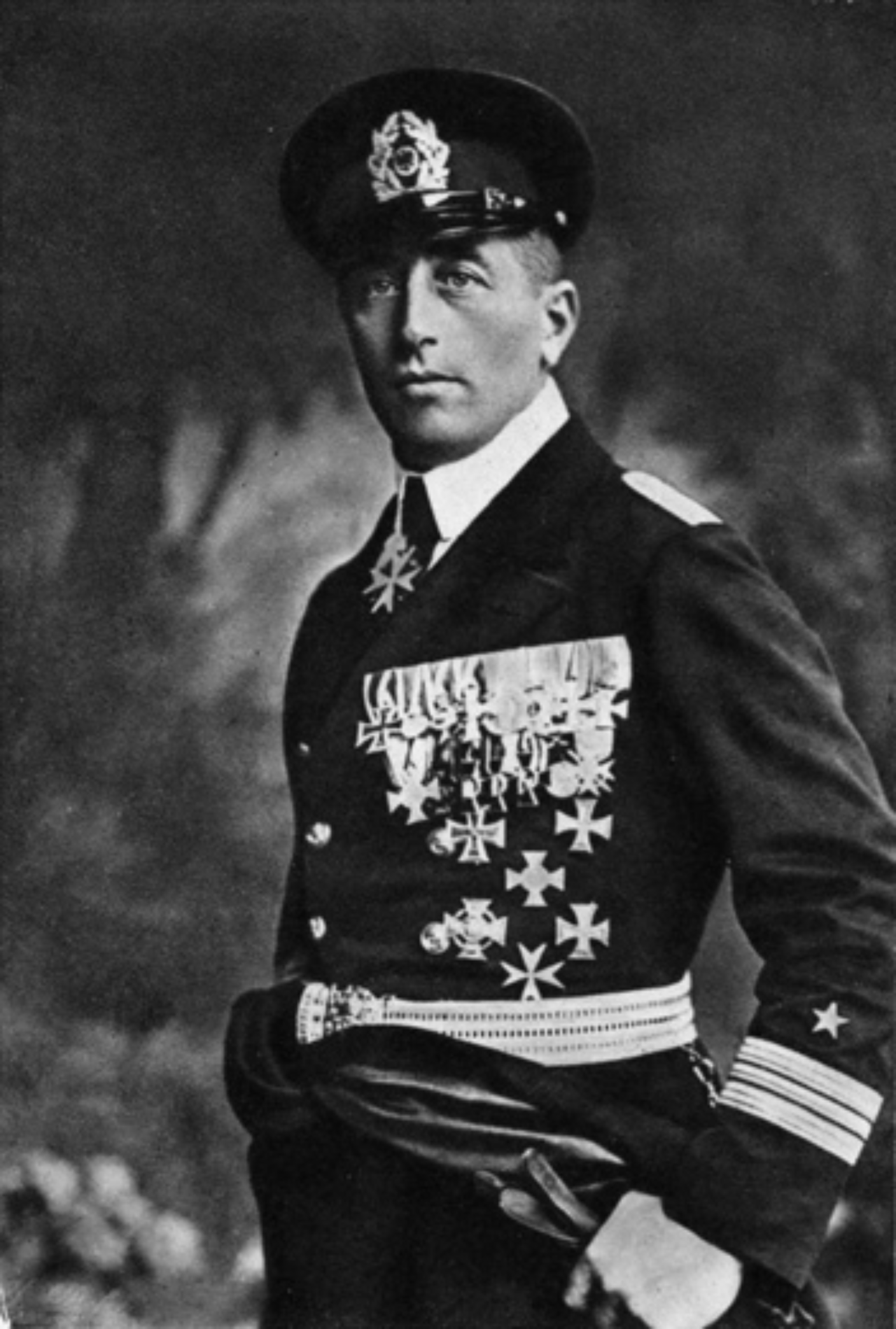
Unge Felix von Luckner, tysk krigshjälte som företog en lång sjöresa på Seeadler där han sänkte ett stort antal fiendeskepp utan dödsfall på någondera sidan.

Felix Graf von Luckner, född den 9 juni 1881 i Dresden, Tyskland, död den 13 april 1966 i Malmö, var en tysk greve, sjöofficer och författare. Han fick tillmälet Der Seeteufel (Havets Demon). Manskapet på hans segelfartyg "Seeadler" (Havsörnen) fick tillmälet Die Piraten des Kaisers (Kejsarens pirater).
Han var sonson till Nicolaus von Luckner, fransk marskalk och överbefälhavare över den franska Rhen-armén, som blivit dansk greve på 1700-talet.
Felix von Luckner hyllades som en tysk krigshjälte eftersom han med det motorförsedda segelfartyget SMS Seeadler maskerat som civilt fartyg lyckades sänka ett stort antal fiendeskepp under Första världskriget, men utan dödsfall på någondera sidan. Fartyget lyckades undkomma ententens överlägsna flottstyrkor samtidigt som Luckner behandlade besättningarna på de kapade fartygen mycket gentlemannamässigt. Han lyckades därmed bli krigshjälte för många på bägge sidor i första världskriget.

## Luckners tidiga liv
Felix  von Luckner rymde hemifrån vid tretton års ålder för att få se världen, men efter sju års äventyr kom han tillbaka, avslutade sin utbildning och blev kapten.

## Första världskriget
Tyskarna sände ut ett antal så kallade hjälpkryssare - civila fartyg som beväpnats - för att störa sjöfarten för ententen. Kejsar Wilhelm erbjöd Luckner att bli kapten på "Seeadler", ett segelfartyg med hjälpmotor. 21 december 1916 lämnade "Seeadler" tysk hamn. Genom att utge sig för att vara ett norskt skepp (Irma) tog sig "Seeadler" igenom blockaden trots att hon blev kontrollerad av ett brittiskt örlogsfartyg i Grönlandssundet. På en lång resa över haven lyckades Luckner sänka ett stort antal fiendeskepp utan att någon dog, genom att bjuda över folk till sitt eget skepp på middag, sänka deras skepp och över en skål förklara att gästerna blivit fångar.
SMS "Seeadler" företog endast en resa, från Tyskland till andra sidan jordklotet, men lyckades få ett stort antal skepp från flottor från flera länder på jakt efter honom, då han lämnade spillrorna av fiendens krigsfartyg efter sig. Under resans gång frigav han sina fångar.
Den 2 augusti 1917 strandade "Seeadler" mot Maupihaa-atollen i Sällskapsöarna efter att mellan januari och juli lyckats sänka 14 allierade fraktfartyg.
Luckner bestämde sig för att rigga en livbåt för att segla till Fiji med en besättning på fem man, där han tänkte erövra ett skepp och segla tillbaka för att hämta sin besättning och fångar. Men på väg mot Fiji blev han till slut internerad av den lokala polisen och fördes till Nya Zeeland som krigsfånge.
Luckner kom att skildra sina minnen från första världskriget i Seeteufel (1921, svensk översättning Havets demon samma år).

## Andra världskriget
Hitler ville använda den populäre krigshjälten i propagandasyften, men Felix vägrade. Han hjälpte bland annat Rose Janson, en judinna, att fly till USA.
I slutskedet av andra världskriget, då amerikanska trupper närmade sig hans hemstad Halle (Saale), erbjöd han sig att, med fara för sitt eget liv, gå fram från de amerikanske posteringarna till de tyska trupperna för att få de tyska trupperna att kapitulera eftersom deras situation var hopplös. Han lyckades få dem att ge sig, och därmed undvek han att staden blev bombad. Ett monument restes i staden för att hedra hans minne.

## Luckners sena liv
Den 24 september 1924 gifte sig von Luckner med Ingeborg Engeström, dotter till den tidigare belgiske konsuln i Malmö Max Engeström och hans hustru Margarete, född Eckardt. Efter andra världskriget åkte han till Sverige med sin fru eftersom hon var från Malmö. De firade alltid jul i hennes våning på Drottningtorget; resten av året bodde de i Tyskland. Därifrån höll Felix von Luckner föredrag över hela världen om sitt liv. Han dog av blodproppar i lungorna på Malmö allmänna sjukhus 1966.